# Juan XXIII (Alicante)
Juan XXIII es un barrio de la zona norte de la ciudad española de Alicante. Según el padrón municipal, cuenta en el año 2022 con una población de 8 006 habitantes (4125 hombres y 3881 mujeres).

## Localización
Juan XXIII limita al norte con el barrio de Villafranqueza, el término municipal de Muchamiel y con el núcleo de población alicantino de Santa Faz, al este también con Santa Faz y el barrio de Vistahermosa, al sur con el anterior y los barrios de Ciudad Elegida y Garbinet y al oeste con los barrios de Cuatrocientas Viviendas, Virgen del Remedio, Colonia Requena y Villafranqueza otra vez.
Asimismo, está delimitado exteriormente, desde el este hacia el oeste en el sentido horario, por las avenidas y calles siguientes: Denia, Antonio Ramos Carratalá, Pintor Antonio Amorós, Cronista Vicente Martínez, Alonso Cano, Ronda de Melilla, Turquesa y Barítono Paco Latorre. Su límite norte, a través de Barranco del Palamó y calle Sándalo carece de continuidad urbanizada. 

## Descripción
Este barrio es uno de los más extensos y menos urbanizados de la ciudad. Su superficie está dominada por el monte Orgegia al norte y las lomas del Garbinet al sur. Estos dos puntos elevados están separados por la rambla de Orgegia y la autovía de circunvalación A-70, que discurren en paralelo durante un corto tramo. En esta área se encuentran el parque forestal Monte Orgegia y la estación depuradora de aguas residuales Monte Orgegia.
La urbanización de Juan XXIII se concentra en los límites con los otros barrios. Solo existen bloques de viviendas y chalets en esas zonas. Dada la extensión del barrio, hay un gran contraste entre sus diferentes zonas habitadas. En el extremo sur, destaca la ubicación del Centro comercial Vistahermosa, junto al barrio del mismo nombre. En el entorno de este centro comercial, conocido como sector APA 9, se está iniciando la construcción de 1 500 viviendas, en una zona de nuevo diseño, con 700 000 m² de suelo disponible.

## Antecedentes
Juan XXIII es uno de los seis barrios de la zona norte que nacieron con la inmigración llegada a Alicante, a mediados del siglo XX, desde otras zonas de España. La Administración del momento buscó espacios de la periferia para ubicar los nuevos asentamientos humanos. Se construyó mediante planes de vivienda o iniciativas privadas, pero en muchos casos con escasa calidad. Esto supuso con el paso del tiempo el deterioro rápido de las viviendas, lo que llevó a diseñar planes integrales de rehabilitación.
A finales del siglo XX empezó a desarrollarse una segunda oleada de inmigración, esta vez de personas extranjeras que se fueron mezclando con los residentes anteriores. 

## Población
Según el padrón municipal de habitantes de Alicante, la evolución de la población del barrio de Juan XXIII en los últimos años, del 2010 al 2022, tiene los siguientes números:
| Población                                                                                      | 11311 | 11225 | 11153 | 11180 | 11225 | 11300 | 10749  | 10578  | 7792    | 7825  | 8032   | 7991  | 8006  |
| (Diferencia)                                                                                   |       | (-86) | (-72) | (+27) | (+45) | (+75) | (-551) | (-171) | (-2786) | (+33) | (+207) | (-41) | (+15) |
| ** El día 6 de febrero del año 2018 se segregó de Juan XXIII el nuevo barrio de Ciudad Elegida |       |       |       |       |       |       |        |        |         |       |        |       |       |